# Олєйнікова Ганна Артемівна
Га́нна Арте́мівна Олє́йнікова (14 квітня 1903 , Лиман, Ізюмський повіт, Харківська губернія, Російська імперія  — невідомо ) — українська радянська політична діячка з селянства. Депутатка Верховної Ради УРСР 1-го скликання (1938–1943).

## Біографія
Народилася 14 квітня 1903 року на хуторі Масляківка, тепер у складі міста Лиман, Донецька область, Україна. Батько з 1910 року працював на залізниці.
1913 року, закінчивши двокласну сільську школу, почала працювати в наймах.
1929 року разом з батьками вступила до лиманського колгоспу «12 років Жовтня», працювала ланковою з вирощування соняшника та кукурудзи.
Член ВКП(б) з 1937 року, того ж року закінчила вечірню партійну школу.
З 1938 року — голова колгоспу «12 років Жовтня» Краснолиманського району Сталінської області (до 3 червня 1938 року — Донецької).
26 червня 1938 року обрана депутатом Верховної Ради УРСР 1-го скликання по Лиманській виборчій окрузі № 260 Сталінської області.
Під час німецько-радянської війни була в евакуації в Алтайському краї, працювала директором держстраху в Топчихінському та Троїцькому районах.
У 1943 році повернулася на Україну, станом на середину 1945 року працювала директором радгоспу імені Кірова селища Кірове Краснолиманського району Сталінської області.

## Родина
- Була одружена, мала трьох дочок.